# Liebenhain (Himmelwitz)
Liebenhain, polnisch Barut ['barut], ist ein Dorf in Oberschlesien in der Gemeinde Himmelwitz (Jemielnica) im Powiat Strzelecki (Landkreis Groß Strehlitz) in der Woiwodschaft Oppeln.

## Geschichte

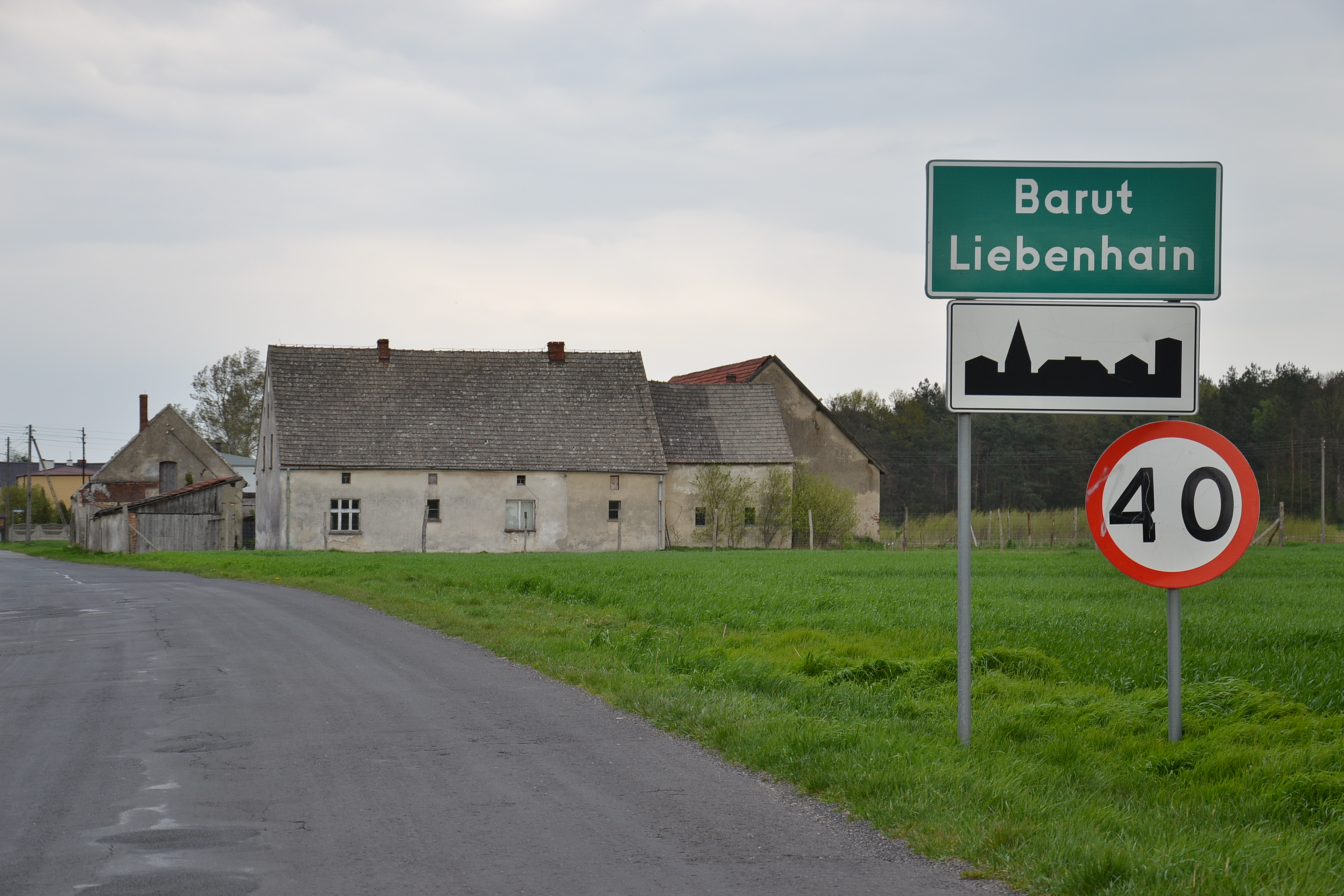
Blick auf den Ortseingang mit Ortstafel

Im ehemaligen Waldbesitz des Klosters Himmelwitz, das im Zuge der Säkularisation 1810 der preußische Staat übernommen hatte, wurde 1832 vom königlichen Forstinspektor Liebeneiner die Kolonie Liebenhain gegründet. Nach ihm erhielt der Ort seinen Namen, der erstmals als Libenhein erwähnt wurde. Die Kolonie hatte ursprünglich 20 Wohnstellen. Der Ort hatte 1840 121 Einwohner und 1855 227 Einwohner. 1865 hatte der Ort 11 weitere neue Wohnstellen.
Am 17. August 1893 wurde die Kolonie zur Gemeinde erhoben. 1933 wohnten in Liebenhain 606 Einwohner und 1939 688 Einwohner. Die mehrheitlich katholischen Bewohner waren und sind nach Himmelwitz eingepfarrt.
Bei der Volksabstimmung in Oberschlesien am 20. März 1921 stimmten 15 Wahlberechtigte für einen Verbleib bei Deutschland und 251 für Polen. Gleichwohl verblieb Liebenhain beim Deutschen Reich.
1945 kam der Ort unter polnische Verwaltung und wurde in Barut umbenannt. Der ursprüngliche polnische Name war Wanut. 1950 wurde der Ort der Woiwodschaft Oppeln und 1999 dem wiedergegründeten Powiat Strzelecki zugeteilt. Im November 2008 erhielt der Ort den zusätzlichen deutschen Ortsnamen Liebenhain.

## Sehenswürdigkeiten und Bauwerke
Im Ort befindet sich eine kleine Kapelle der Heiligen Dreifaltigkeit.

## Wappen

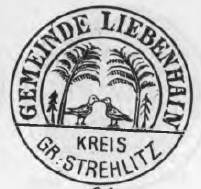
Altes Siegel der Gemeinde

Alte Siegel und Stempel des Ortes zeigen zwei große, sich zueinander neigende Nadelbäume. Um diese zwei kleinere Nadelbäume. In der Mitte befinden sich zwei sich schnäbelnde Tauben. Es stellt also zwei Liebende im Hain dar und es handelt sich somit um ein redendes Wappen.